# 长泽雅美
長澤雅美（日语：／ Nagasawa Masami，1987年6月3日—），出生於日本静岡縣磐田市，日本女演員和模特兒。

## 經歷
2000年1月9日，參加由日本東寶藝能主辦的第五回「東寶灰姑娘」甄選。从35,153位參賽者中脱颖而出，成為當年史上最年輕（12歲）的大獎獲得者，自此踏入日本藝能界。於同年公開的電影《Cross Fire》初次亮相，同時成為青少年雜誌《pichilemon》的專屬模特兒。
2005年，憑藉電影《在世界的中心呼喊愛情》成為日本國內多個電影獎項中史上最年輕（17歲）的最佳女配角得主。
2012年，赴台參演個人首部台灣偶像劇《流氓蛋糕店》。於長達四個月的拍攝期間，堅持以中文原聲演出，不用配音。因此，透露曾每日用上近9小時學習中文及拼音。於近年的影視作品中，亦不難發現她頗為流利的中文。
2021年，在第44屆日本電影學院獎上，以《行骗天下JP 公主篇》和《母子逆緣》獲雙作品提名，第四度入圍最優秀主演女優獎。最終憑藉《母子逆緣》奪得個人首個日本電影學院獎最優秀主演女優獎。至此，加上2004年以《機械人大賽》獲得的新人獎，2005年以《在世界中心呼喚愛》同時獲頒的最優秀助演女優獎、演員部門話題獎，以及2020年藉《王者天下》第二度收獲的最優秀助演女優獎，已成功於日本電影學院獎實現大滿貫的佳績。
2021年8月，為紀念出道20周年，推出寫真集「長澤正美20周年PHOTO BOOK BEAUTIFUL MIND」，並在8月13日至29日於東京澀谷PARCO舉行限定寫真展覽。

## 人物
- 父親長澤和明曾是日本國家足球隊的中場足球員，亦曾出任磐田喜悅足球俱樂部及濱松大學（日语：浜松大学）足球隊教練。家中成員還有母親和年長三歲的哥哥。
- 圈中好友包括小栗旬、妻夫木聰、Lily Franky、Aimyon、有村架純、橋本環奈，以及在拍攝電影《海街日記》後變得親近的綾瀨遙、夏帆和廣瀨鈴。當中與小栗旬、妻夫木聰自初出道起多年來幾度合作，相處方式如同兄妹；而Lily Franky則是「阿姨」、「Lily醬」，也是「最了解自己的人」。另外，曾在節目上透露不時與搞笑藝人宮川大輔相約小酌。
- 曾在個人Instagram表示一直都很喜歡演員宮崎葵。
- 身為女演員的目標是松隆子，最喜歡的日本電影是Jose與虎魚們。
- 所属事务所乃日本影视巨头东宝之经纪部门东宝艺能，本人则是本世纪以来东宝旗下最为瞩目的艺人，在华语地区有“东宝甜心”、“东宝公主”之称。
- 自2005年迄今，已连续20年独登东宝年历封面，为历代第一人[3]。
- 幼年時運動神經發達，曾學習劍道、迷你籃球、芭蕾及爵士舞。

## 演出作品

### 電影
| 上映日期       | 電影名稱                         | 角色名稱     | 性質       |
| -------------- | -------------------------------- | ------------ | ---------- |
| 2000年6月10日  | Cross Fire                       | 倉田かおり   |            |
| 2002年9月28日  | なごり雪                         | 水田夏帆     |            |
| 2003年1月18日  | 黃泉歸來                         | 森下直美     |            |
| 2003年9月13日  | ロボコン（ROBOT CONTEST）        | 葉澤裡美     | 主演（初） |
| 2003年11月8日  | 阿修羅のごとく                   | 裡見洋子     |            |
| 2003年12月13日 | 哥吉拉×摩斯拉×機械哥吉拉 東京SOS | 小美人       |            |
| 2004年5月8日   | 在世界的中心呼喊愛情             | 廣瀨亞紀     |            |
| 2004年5月29日  | 深呼吸的必要                     | 土居加奈子   |            |
| 2004年12月4日  | 哥吉拉 最後戰役                  | 小美人       |            |
| 2005年9月10日  |                                  | 淺倉南       | 主演       |
| 2006年8月26日  | 我愛芳鄰                         | 二之宮亞美   | 雙主演     |
| 2006年9月30日  | 淚光閃閃                         | 新垣薰       | 雙主演     |
| 2007年6月2日   | 等待，是為了和妳相遇             | 瀧川花梨     | 主演       |
| 2008年5月10日  | 黃金公主：敵中突破               | 雪姬         | 女主角     |
| 2008年10月4日  | 回憶積木屋                       | 旁白         | 主演       |
| 2009年6月27日  | 群青                             | 仲村涼子     | 主演       |
| 2009年11月21日 | 彎曲吧！湯匙                     | 櫻井米       | 主演       |
| 2010年4月24日  |                                  | 沖繩形象大使 | ※友情出演  |
| 2011年5月7日   | 岳：冰峰救援                     | 椎名久美     | 女主角     |
| 2011年6月11日  | 奇跡                             | 三村幸知     |            |
| 2011年6月11日  | 冬日                             | リサ         | 主演       |
| 2011年9月23日  | 草食男之桃花期                   | 松尾美由紀   | 女主角     |
| 2012年2月4日   | 日本島～親愛物語                 | 旁白         | 解说       |
| 2013年3月23日  | 我們的交換日記                   | 新谷久美     |            |
| 2013年10月26日 |                                  | 瀬戸柑奈     | 雙主演     |
| 2014年5月10日  | 哪啊哪啊~神去村 WOOD JOB！       | 石井直紀     | 女主角     |
| 2014年12月2日  | 太平輪：亂世浮生                 | 志村雅子     |            |
| 2015年6月13日  | 海街日記                         | 香田乃佳     |            |
| 2015年7月30日  | 太平輪：驚濤摯愛                 | 志村雅子     |            |
| 2016年4月23日  | 請叫我英雄                       | 藪           | ※压轴出演  |
| 2016年10月8日  | Good Morning Show                | 小川圭子     | 女主角     |
| 2016年10月22日 | 金牌男人                         | 佐野先生     |            |
| 2017年5月6日   | 追憶                             | 四方美那子   |            |
| 2017年7月14日  | 銀魂                             | 志村妙       |            |
| 2017年9月9日   | 散步的侵略者                     | 加瀬鳴海     | 主演       |
| 2018年1月10日  | 愛上謊言的女人                   | 川原由加利   | 主演       |
| 2018年6月1日   | 50次初吻                         | 藤島瑠依     | 双主演     |
| 2018年7月20日  | BLEACH                           | 黑崎真咲     |            |
| 2018年8月17日  | 銀魂2：規矩是為了被打破而存在的  | 志村妙       |            |
| 2019年1月18日  | 假面飯店                         | 山岸尚美     | 女主角     |
| 2019年4月19日  | 王者天下                         | 楊端和       |            |
| 2019年5月17日  | 行骗天下JP 浪漫篇                | 達子         | 主演       |
| 2020年5月1日   | 行骗天下JP 公主篇                | 達子         | 主演       |
| 2020年7月3日   | 母子逆緣                         | 三隅秋子     | 主演       |
| 2021年2月11日  | 美好的世界                       | 吉澤遙       |            |
| 2021年2月12日  | 唐人街探案3                      | 小泽杏奈     | 主演       |
| 2021年9月17日  | 假面之夜                         | 山岸尚美     | 女主角     |
| 2022年1月14日  | 行骗天下JP 英雄篇                | 達子         | 主演       |
| 2022年5月13日  | 新·超人力霸王                    | 淺見弘子     | 女主角     |
| 2022年9月9日   | 百花                             | 葛西香織     |            |
| 2023年         | 死亡護理師                       | 大友秀美     | 女主角     |
| 2023年         | 新·假面騎士                      | 毒蠍強化人   |            |
| 2024年2月29日  | 那夜我們行向彼方                 | 川上美奈子   | 主演       |

### 電視劇
※粗體字為主演作品
| 播出日期                  | 電視臺         | 劇名                                         | 角色名稱                                                |
| ------------------------- | -------------- | -------------------------------------------- | ------------------------------------------------------- |
| 2000年12月11日            | TBS            |                                              | 三枝美帆                                                |
| 2001年                    | 讀賣電視台     | Pure Soul                                    | 瀬田円                                                  |
| 2002年                    | NHK            | 晨間小說連續劇 櫻花                          | 沼田佳奈子                                              |
| 2004年2月7日              | 富士電視台     | 真實的恐怖故事                               |                                                         |
| 2004年                    | TBS            | 逃亡者 RUNAWAY                               | 鬼塚咲                                                  |
| 2004年7月17日             | 朝日電視台     |                                              | 高見澤仁美                                              |
| 2005年1月13日 - 3月24日   | 富士電視台     | 溫柔時光                                     | 皆川梓                                                  |
| 2005年                    | TBS            | 東大特訓班                                   | 水野直美                                                |
| 2005年8月29日             | TBS            | 廣島 昭和20年8月6日                          | 矢島真希                                                |
| 2006年                    | NHK            | 功名十字路                                   | 小凜（暗戀山內一豐的忍者）                              |
| 2006年10月13日 - 11月24日 | TBS            | 水手服與機關槍                               | 星泉                                                    |
| 2007年1月3日              | 富士電視台     | 明智光秀〜不被神眷顧的男人〜                 | 明智煕子（明智光秀之妻）                                |
| 2007年3月3日              | 富士電視台     | 廚房戰爭2 - 媽媽做飯的理由                   | 幸田美雪                                                |
| 2007年4月7日              | 日本電視台     | 夢二夜莎士比亞系列「羅密歐與茱麗葉〜交錯〜」 | 木平樹裡                                                |
| 2007年4月16日 - 6月25日   | 富士電視台     | 求婚大作戰                                   | 吉田禮（與山下智久双主演）                              |
| 2007年10月5、6日          | 名古屋電視台   | 在恆河裡游蝶泳                               | 高野照子                                                |
| 2007年10月14日 - 12月16日 | TBS            | 二十歲戀人                                   | 澤田友理（與明石家秋刀魚双主演）                        |
| 2008年3月25日             | 富士電視台     | 求婚大作戰SP                                 | 吉田禮（與山下智久双主演）                              |
| 2008年4月10日 - 6月19日   | 富士電視台     | Last Friends                                 | 藍田美知留                                              |
| 2008年10月4日             | 富士電視台     | 神探伽利略SP                                 | 塩野谷あかり                                            |
| 2008年10月31日            | WOWOW          | 籐子・Ｆ・不二雄 異色短篇集「價值照相機」    | 竹子                                                    |
| 2009年1月4日 - 11月22日   | NHK            | 天地人                                       | 初音                                                    |
| 2009年1月12日             | TBS            | 回首你已不在                                 | 杉浦容子                                                |
| 2009年4月19日 - 6月28日   | TBS            | 我的妹妹                                     | 江上颯（與小田切讓双主演）                              |
| 2009年6月19日             |                | 親父の一番長い日                             | 墨田千晴                                                |
| 2010年3月1日              | 富士電視台     | 畢業之歌 第四夜                              | 立花仁美                                                |
| 2010年4月9 - 11日         | 富士電視台     | 我家的歷史                                   | 一ノ 瀬ゆかり                                           |
| 2010年7月8日 - 9月16日    | 富士電視台     | GOLD                                         | 新倉リカ                                                |
| 2011年3月21日             | TBS            | 有屋頂平台的公寓                             | 桂木麻子                                                |
| 2011年4月17日             | テレビ静岡制作 | 比誰都愛你                                   | 佐久間華子                                              |
| 2011年4月21日             | NHK            | 偵探X的挑戰書Season 3                        | 江戶川蘭子                                              |
| 2012年2月12日 - 3月11日   | WOWWOW         | 分身                                         | 氏家鞠子 / 小林雙葉 / 高城（阿部）晶子（※一人分饰三角） |
| 2012年4月 - 6月8日        | 朝日電視台     | 都市傳說之女                                 | 音無月子                                                |
| 2012年8月16日             | 富士電視台     | 東野圭吾推理單元劇 第六話                    | 青山彌                                                  |
| 2012年10月6日 - 12月29日  | 富士電視台     | 高校入試                                     | 春山杏子                                                |
| 2012年12月8日             | 富士電視台     | 再會                                         | 松本博美                                                |
| 2013年4月5 - 6日          | 富士電視台     | 女信長 織田市                                |                                                         |
| 2013年7月8日 - 9月16日    | 富士電視台     | SUMMER NUDE                                  | 一倉香澄（※友情出演）                                   |
| 2013年10月11日 - 11月22日 | 朝日電視台     | 都市傳說之女2                                | 音無月子                                                |
| 2014年1月11日 - 4月18日   | 八大電視台     | 流氓蛋糕店                                   | 辰巳千惠                                                |
| 2014年7月9日 - 9月24日    | 富士電視台     | 年輕人們2014                                 | 屋代多香子                                              |
| 2016年1月10日 - 12月18日  | NHK            | 真田丸 (大河劇)                              | 桐                                                      |
| 2017年1月3日              | 富士電視台     | 獻給你的徽章                                 | 仲川未希                                                |
| 2017年1月6日 - 3月24日    | 东京电视台     | 山田孝之的戛纳电影节                         | 本人（第9-10集）、旁白                                  |
| 2018年4月9日 - 6月11日    | 富士電視台     | 行骗天下JP                                   | 達子                                                    |
| 2019年5月18日             | 富士電視台     | 行骗天下JP 特別篇「運勢篇」                  | 達子                                                    |
| 2021年4月25日 - 6月27日   | TBS            | 東大特訓班2                                  | 水野直美                                                |
| 2022年1月9日 - 12月       | NHK            | 鎌倉殿的13人                                 | 擔任 旁白                                               |
| 2022年10月24日 - 12月26日 | 關西電視台     | Elpis-希望或是災難-                          | 淺川惠那                                                |

### 舞台劇
| 公演日程                 | 劇名                                   | 角色名稱         |
| ------------------------ | -------------------------------------- | ---------------- |
| 2011年8月5日 - 8月28日   | Crazy Honey                            | （主演）         |
| 2013年11月26日 - 12月7日 | Like Dorothy（ライクドロシー）         | （主演）         |
| 2014年12月4日 - 12月21日 | 紫式部日記                             | （主演）         |
| 2017年1月 - 2月          | 歌厅 (音乐剧)                          | （主演）         |
| 2018年11月9日 - 12月31日 | 金属麦克白（メタルマクベス ディスク3） | （主演）         |
| 2020年5月※公演中止       | Girls & Boys（ガールズ&ボーイズ）      | （主演、独角戏） |
| 2021年11月1日 - 12月26日 | THE BEE                                |                  |

### 配音
| 播出日期       | 電影名稱                                   | 角色名稱                         |
| -------------- | ------------------------------------------ | -------------------------------- |
| 2008年         | 《重金摇滚双面人》                         | 聲演 相川由利（※压轴出演）       |
| 2010年12月9日  | 《第二國度》                               | 聲演 玛尔                        |
| 2011年7月16日  | 《來自紅花坂》                             | 聲演 松崎海（主角）              |
| 2015年12月18日 | 《電影版妖怪手錶：閻魔大王與五個故事喵！》 | 聲演 惠美（※特別出演）           |
| 2016年8月26日  | 《你的名字。》                             | 聲演 奧寺美紀                    |
| 2017年3月17日  | 《星夢動物園》                             | 聲演 龐克搖滾女歌手，阿雪（Ash） |
| 2018年3月3日   | 《多啦A夢：大雄之金銀島》                  | 聲演 費歐娜（※嘉宾出演）         |
| 2022年3月18日  | 《星夢動物園2》                            | 聲演 龐克搖滾女歌手，阿雪（Ash） |

### 廣播
| 播出日期                     | 名稱                                                       |
| ---------------------------- | ---------------------------------------------------------- |
| 2005年2月18日                | 長澤雅美的All Night Nihon R                                |
| 2006年10月16日、2009年1月1日 | 長澤雅美的All Night Nihon                                  |
| 2007年4月8日–2009年3月29日   | 長澤雅美 名稱未定（主持）                                  |
| 2007年5月26日                | 福山雅治のオールナイトニッポンサタデースペシャル魂のラジオ |
| 2007年6月9日                 | 沢尻英龙华 REAL ERIKA（※ 嘉宾出演）                        |
| 2008年10月11日               | 風とロック〈箭内道彦〉                                     |
| 2009年12月25日               | 第35回ラジオ・チャリティ・ミュージックソン（'※' Partenr）  |
| 2009年4月5日–2012年3月25日   | 長澤まさみSweet Hertz（主持）                              |

### 廣告
| 年份            | 名稱                                                                              |
| --------------- | --------------------------------------------------------------------------------- |
| 2002年          |                                                                                   |
| 2002年          |                                                                                   |
| 2004年          | 日本損害保險協會                                                                  |
| 2005年 - 2010年 | NTT西日本 Flets Premium                                                           |
| 2005年 - 2009年 | Seed隱形眼鏡                                                                      |
| 2005年 -        | 可爾必思                                                                          |
| 2005年 - 2010年 | KOSE                                                                              |
| 2005年 - 2009年 | 精工愛普生 Colorio                                                                |
| 2005年          | WOWOW                                                                             |
| 2005年          |                                                                                   |
| 2005年 - 2014年 | LOTTE 2005年 2006年 2007年                                                        |
| 2006年          |                                                                                   |
| 2006年          | 西日本旅客鐵道                                                                    |
| 2006年          | 味之素康寶濃湯                                                                    |
| 2007年          | 國民年金基金                                                                      |
| 2007年          | 東寶株式會社                                                                      |
| 2008年          | ダイハツ工業 「タント カスタム」（共演：伊藤英明）                                |
| 2008年 - 2009年 | JR西日本 「ビジネス応援新ダイヤ!」「J-WESTカード」                                |
| 2008年 - 2010年 | コーセー 「潤肌粋」「雪肌粋」※セブンイレブン限定販売                              |
| 2010年          | オンワード樫山 「組曲」                                                           |
| 2010年 - 2015年 | ゆうちょ銀行 「日本全国、ゆうちょ家族。」（共演：佐藤健、笑福亭鶴瓶、櫻庭奈奈美） |
| 2011年          | rhythm zone 「DEEP『白いマフラー』」                                              |
| 2011年          | 白兔牌「ハイチオールCプラス」                                                     |
| 2011年          | JKA「競輪2011」                                                                   |
| 2012年 - 2014年 | Rêveur（共演：戶田惠梨香、石原聰美）                                              |
| 2012年          | 「NATURAL BEAUTY BASIC」                                                          |
| 2013年          | ユーキャン「 U-CAN」（共演：岡田将生、坂下千里子、ゆず）                          |
| 2014年          | Alfa Romeo「I WANT ALFA ROMEO」                                                   |
| 2014年 - 2015年 | GLOBAL WORK「ク、フクフク。世界人」（共演：大澤隆夫）                             |
| 2015年          | 花王「ASIENCE MEGURI」                                                            |
| 2015年          | WOWOW                                                                             |
| 2015年 - 2017年 | カネボウ化粧品「COFFRET D'OR」                                                    |
| 2016年 - 2017年 | 交通部觀光局「Meet Colors! Taiwan」                                               |
| 2016年 -        | キンチョー「虫コナーズ」（共演：高畑淳子、松尾スズキ、仲野太賀）                  |
| 2017年          | 朝日飲料「三矢梳打」                                                              |
| 2017年          | 花王「ASIENCE MEGURI」                                                            |
| 2017年          | AZUL by moussy（共演：杉野遙亮）                                                  |
| 2017年          | Dtv「連繫兩人的故事」                                                             |
| 2017年 - 2018年 | Under Armour                                                                      |
| 2017年 -        | 久保田                                                                            |
| 2017年 -        | 住友林業（共演：加瀬亮）                                                          |
| 2018年 -        | LOWRYS FARM（共演：夏帆）                                                         |
| 2019年 -        | 出光興產                                                                          |
| 2020年 -        | 資生堂「ELIXIR」                                                                  |
| 2020年 -        | 朝日啤酒「The Rich」（共演：竹野内豊、北大路欣也、仲野太賀）                      |
| 2021年 -        | 獅王「BUFFERIN PREMIUM DX - 頭痛授業」                                            |

### 网络媒介
| 年份                    | 名稱                                                                  |
| ----------------------- | --------------------------------------------------------------------- |
| 2006年10月              | シード オリジナル 网络影片『ピュア』（导演：行定勋）                  |
| 2007年1月23日 - 3月28日 | NTT西日本 あそむび幸運探偵風烈光の事件簿                              |
| 2007年                  | 可尔必思 网络影片『僕のいちばん暑かった夏』完全版 （ 共演：池松壮亮） |
| 2016年4月               | （dTV）请叫我英雄：开战之日 飾演 藪（小田つぐみ）（主演）             |

### 地域代言
| 年份            | 名稱                  |
| --------------- | --------------------- |
| 2004年 -        | 香川县 光辉大使       |
| 2009年 -        | 冲绳县 美之岛冲绳大使 |
| 2016年 - 2017年 | 臺灣觀光代言人        |
| 2017年 - 2018年 | 臺灣觀光代言人        |

### MV出演
| 年份     | 名稱                                                   |
| -------- | ------------------------------------------------------ |
| 2023年 - | 主演日本歌手Vaundy「トドメの一撃 feat. Cory Wong」的MV |

### 其他
| 年份   | 名稱                                                                      |
| ------ | ------------------------------------------------------------------------- |
| 2001年 | （海报）静冈銀行                                                          |
| 2001年 | （海报）中小企業総合事業団                                                |
| 2003年 | （海报）JR西日本 「新春初詣乗り放題きっぷ」                               |
| 2004年 | （海报）消防厅・日本損害保険協会 全国統一防火標語海报                     |
| 2005年 | （海报）厚生劳动省・中央劳动灾害防止协会 全国安全週間イメージキャラクター |
| 2006年 | （日历）警视厅                                                            |
| 2006年 | 農林水産省 「食事バランスガイド普及啓発キャンペーン」イメージキャラクター |
| 2007年 | 幻冬舎文库 10周年キャンペーンキャラクター                                 |
| 2014年 | 静冈县 キャンペーン「いいね! 静岡 国民投票」アンバサダー                  |

## CD
| 發行日期       | 名稱                                           | 備註                                      |
| -------------- | ---------------------------------------------- | ----------------------------------------- |
| 2006年10月25日 | 水手服與機關槍，發行）- 以主角「星泉」名義演唱 | 2006年同名電視劇 《水手服與機關槍》主題曲 |

## 獎項

### 大型頒獎禮獎項

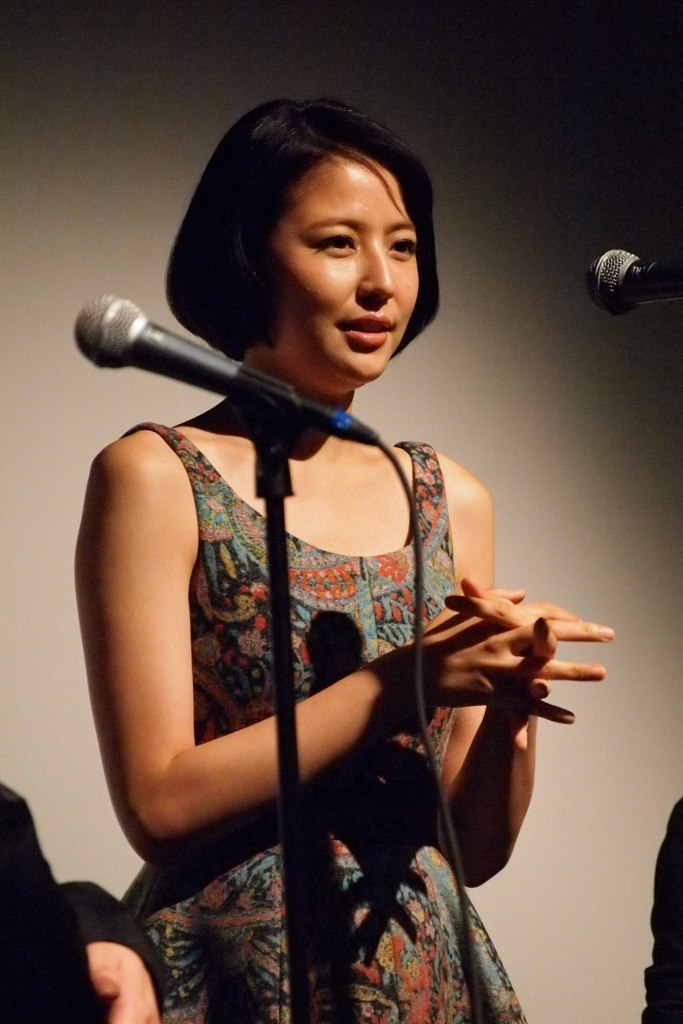
2012年7月，長澤雅美於出席紐約Japan Cuts影展

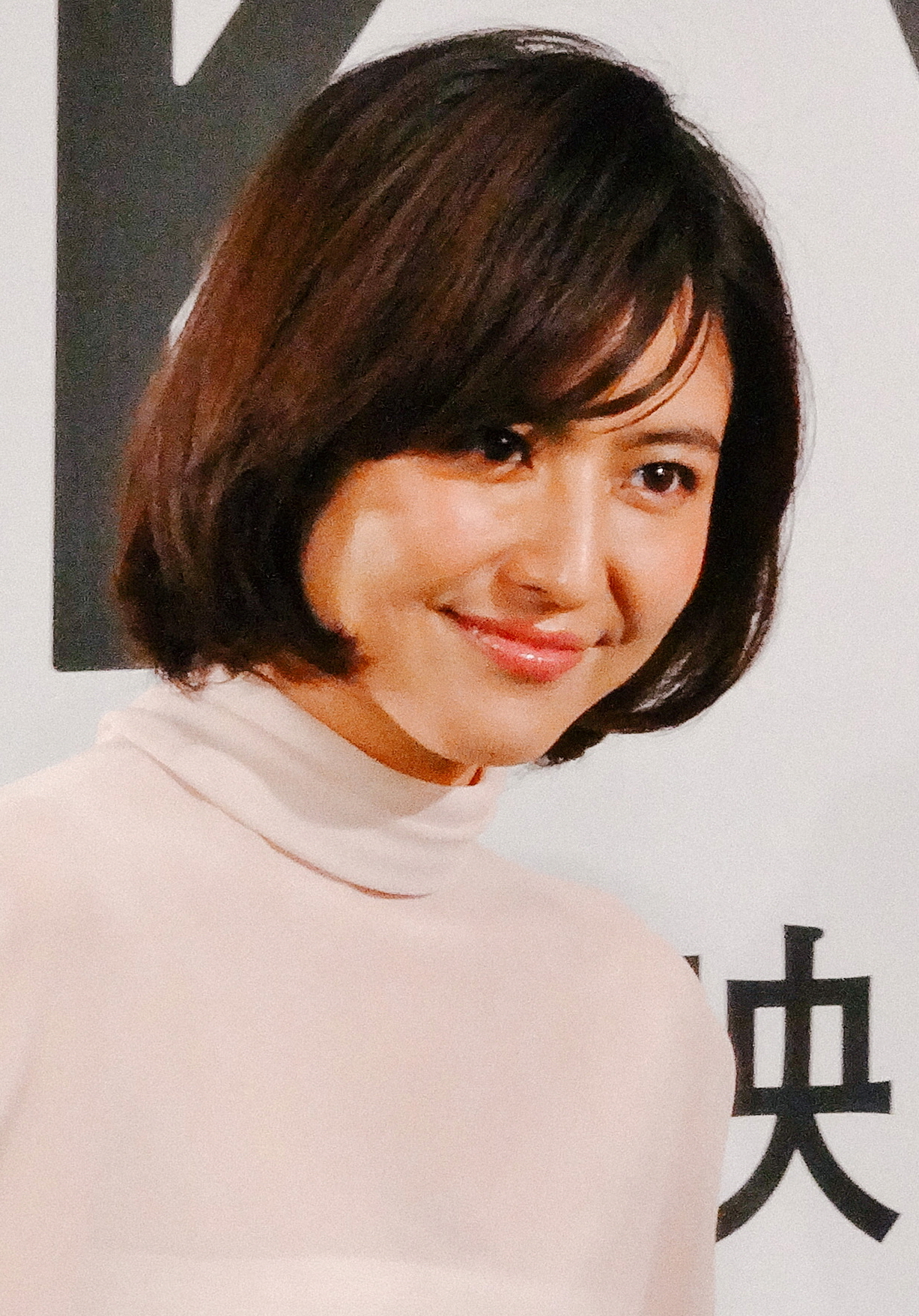
2013年，第26屆東京電影電影節

| 年份 | 大賞名稱                         | 獎項                           | 作品                               |
| ---- | -------------------------------- | ------------------------------ | ---------------------------------- |
| 2003 | 第8回NIFTY電影大獎               | 新人獎                         | 《機器人大賽》                     |
| 2003 | 第8回NIFTY電影大獎               | 新人獎                         | 《黃泉歸來》                       |
| 2004 | 第25回横濱電影節                 | 最佳新人獎                     | 《機器人大賽》                     |
| 2004 | 第25回横濱電影節                 | 最佳新人獎                     | 《宛如阿修羅》                     |
| 2004 | 第27回日本電影金像獎             | 新人獎                         | 《ロボコン》                       |
| 2004 | 第29回報知電影獎                 | 最優秀助演女優獎               | 《在世界的中心呼喊愛情》           |
| 2004 | 第17回日刊體育電影大獎           | 新人獎                         | 《在世界的中心呼喊愛情》           |
| 2005 | 第28回日本電影金像獎             | 演員部門話題獎                 | 《在世界的中心呼喊愛情》           |
| 2005 | 第28回日本電影金像獎             | 最優秀助演女優獎               | 《在世界的中心呼喊愛情》           |
| 2005 | 第29回エランドール獎             | 新人獎                         | 《在世界的中心呼喊愛情》           |
| 2005 | 第47回藍絲帶獎                   | 助演女優獎                     | 《在世界的中心呼喊愛情》           |
| 2007 | 第30回日本電影金像獎             | 優秀主演女優獎                 | 《淚光閃閃》                       |
| 2012 | 第54回藍絲帶獎                   | 助演女優獎                     | 《草食男之桃花期》                 |
| 2012 | 第3回日本シアタースタッフ映畫祭  | 助演女優獎                     | 《草食男之桃花期》                 |
| 2012 | 第11屆紐約亞洲電影節             | 最佳新人獎                     | 《草食男之桃花期》                 |
| 2012 | 第35回日本電影金像獎             | 優秀主演女優獎                 | 《草食男之桃花期》                 |
| 2012 | 第73回日劇學院賞                 | 最佳女主角獎                   | 《都市怪談之女》                   |
| 2015 | 第28回日刊體育電影大獎           | 助演女優獎                     | 《海街日記》                       |
| 2015 | 第70回每日電影獎                 | 女優助演獎                     | 《海街日記》                       |
| 2015 | 第25回東京體育電影大獎           | 助演女優獎                     | 《海街日記》                       |
| 2015 | 第39屆日本電影金像獎             | 優秀助演女優獎                 | 《海街日記》                       |
| 2017 | 第72回每日電影獎                 | 最佳女主角獎                   | 《散步的侵略者》                   |
| 2017 | 第9回TAMA電影獎                  | 最優秀女優獎                   | 《散步的侵略者》                   |
| 2017 | 27回東京體育電影大獎             | 主演女優獎                     | 《散步的侵略者》                   |
| 2017 | 第41屆日本電影學院獎             | 優秀主演女優獎                 | 《散步的侵略者》                   |
| 2018 | 第12回CONFiDENCE日劇大獎         | 主演女優獎                     | 《行骗天下JP》                     |
| 2018 | 第97回日劇學院賞                 | 主演女優獎                     | 《行骗天下JP》                     |
| 2019 | 第44回報知電影獎                 | 主演女優獎                     | 《假面飯店》 《行骗天下JP 浪漫篇》 |
| 2019 | 第62回藍絲帶獎                   | 主演女優獎                     | 《行骗天下JP 浪漫篇》              |
| 2019 | 第43屆日本電影學院獎             | 最優秀助演女優獎               | 《王者天下》                       |
| 2020 | 第12回TAMA電影獎                 | 最優秀女優獎                   | 《母子逆緣》 《行骗天下JP 公主篇》 |
| 2020 | 第33回日刊體育電影大獎           | 主演女優賞                     | 《母子逆緣》 《行骗天下JP 公主篇》 |
| 2020 | 第63回藍絲帶獎                   | 主演女優獎 ※該獎史上首次兩連冠 | 《母子逆緣》 《行骗天下JP 公主篇》 |
| 2020 | 第44屆日本電影學院獎 ※雙作品入圍 | 最優秀主演女優獎               | 《母子逆緣》                       |
| 2020 | 第44屆日本電影學院獎 ※雙作品入圍 | 優秀主演女優獎                 | 《行骗天下JP 公主篇》              |
| 2023 | 第31回橋田賞                     |                                | 《Elpis-是希望還是災禍-》          |

## 外部連結
- 長澤雅美官方網站 - 東寶藝能（日語）
- 长泽雅美的Instagram帳戶
- 长泽雅美的Facebook專頁
- 长泽雅美的X（前Twitter）